# Anna Jakubowska (nauczycielka)
Anna Jakubowska (ur. 1875 w Moskwie, zm. 31 stycznia 1948 w Podkowie Leśnej) – polska nauczycielka i organizatorka szkolnictwa, działaczka społeczna, założycielka Żeńskiego Gimnazjum i Liceum przy Placu Trzech Krzyży w Warszawie w roku odzyskania niepodległości Polski (1918) i jego dyrektorka do wybuchu powstania warszawskiego (1944).

## Życiorys

### Do 1918
Ojcem Anny Jakubowskiej był Florian Jerzy Żebenko, który został zesłany na Syberię (zob. Sybiracy) za udział w powstaniu styczniowym (1863). Został też pozbawiony prawa powrotu do kraju. Przebywał na Syberii przez siedem lat, po czym zamieszkał w Moskwie. Został zatrudniony w Akademii Rolniczej (współcześnie Rosyjski Państwowy Uniwersytet Rolniczy – Moskiewska Akademia Rolnicza im. K. A. Timiriaziewa), gdzie początkowo był wykładowcą, a następnie bibliotekarzem.
Córka, Anna Żebenko, ukończyła w Moskwie szkołę średnią i Wyższe Kursy Rolnicze (chemia). W czasie studiów uczestniczyła w działalności społecznej i oświatowej: utrzymywała kontakty z radykalną młodzieżą, organizowała kolonie letnie dla dzieci przebywających w Moskwie polskich kolejarzy. Pozyskiwała fundusze organizując składki oraz odczyty naukowe (jednym z wykładowców był jej przyszły mąż, Jan Jakubowski). Kolonie były organizowane w przez wiele lat w Kazimierzu nad Wisłą, z pomocą przyjaciółek, Aleksandry i Bronisławy Kozerskich. W czasie pobytu na koloniach dzieci poznawały ojczysty kraj, jego historię i język. Anna Żebenko przebywała z dziećmi jako nauczycielka.
W roku 1905 lub 1906, po ślubie z Janem Jakubowskim, zamieszkała z mężem w Warszawie, gdzie oboje pracowali jako nauczyciele do wybuchu I wojny światowej. W roku 1915 zostali ewakuowani do Moskwy. W tym okresie Anna Jakubowska działała jako przedstawicielka Centralnego Komitetu Obywatelskiego Królestwa Polskiego w Rosji. Założyła w Moskwie ważną dla kolonii polskiej szkołę – I Polskie Gimnazjum 8-klasowe (z internatem).

### 1918–1944

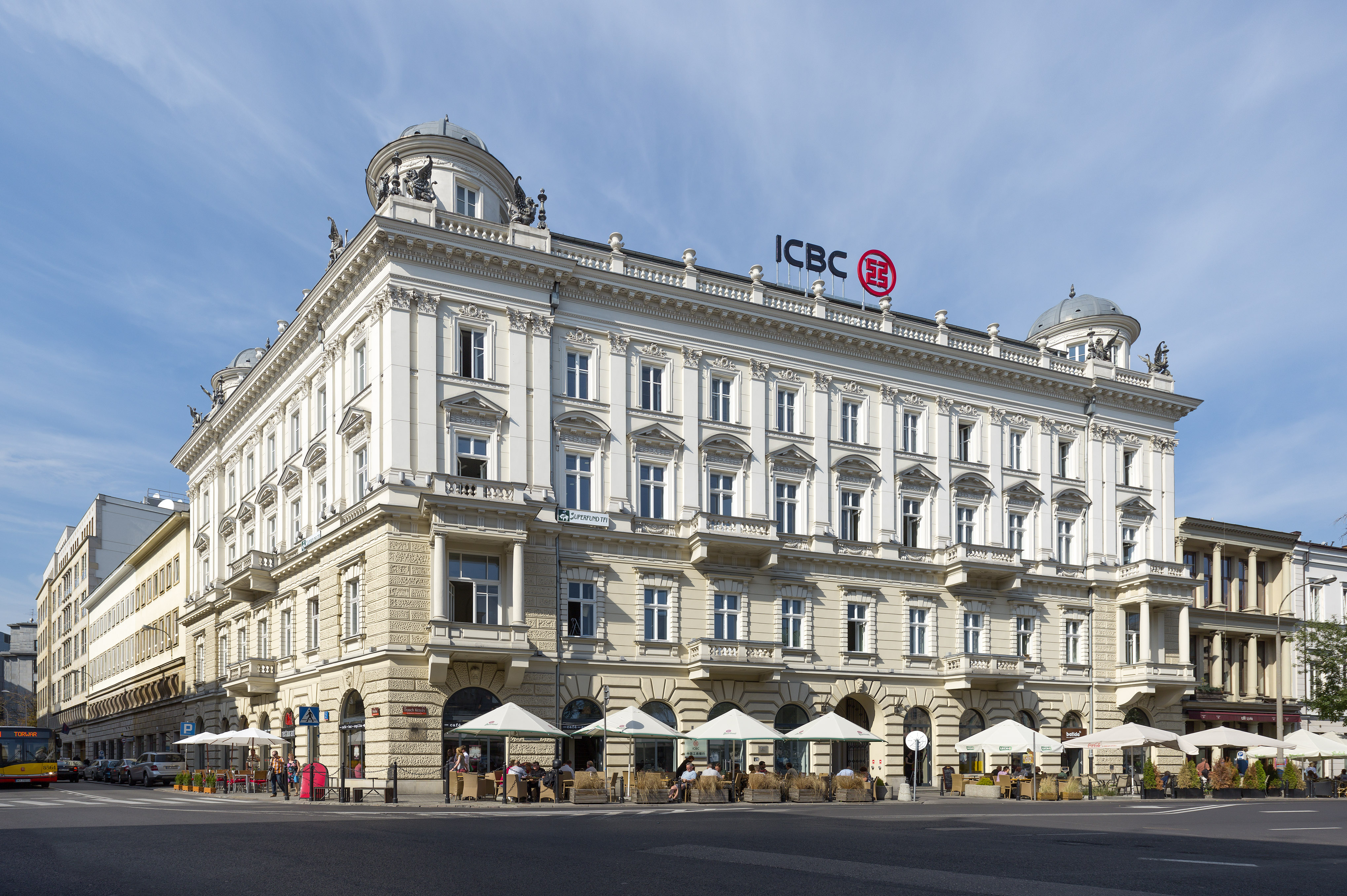
Kamienica pod Gryfami (2012)

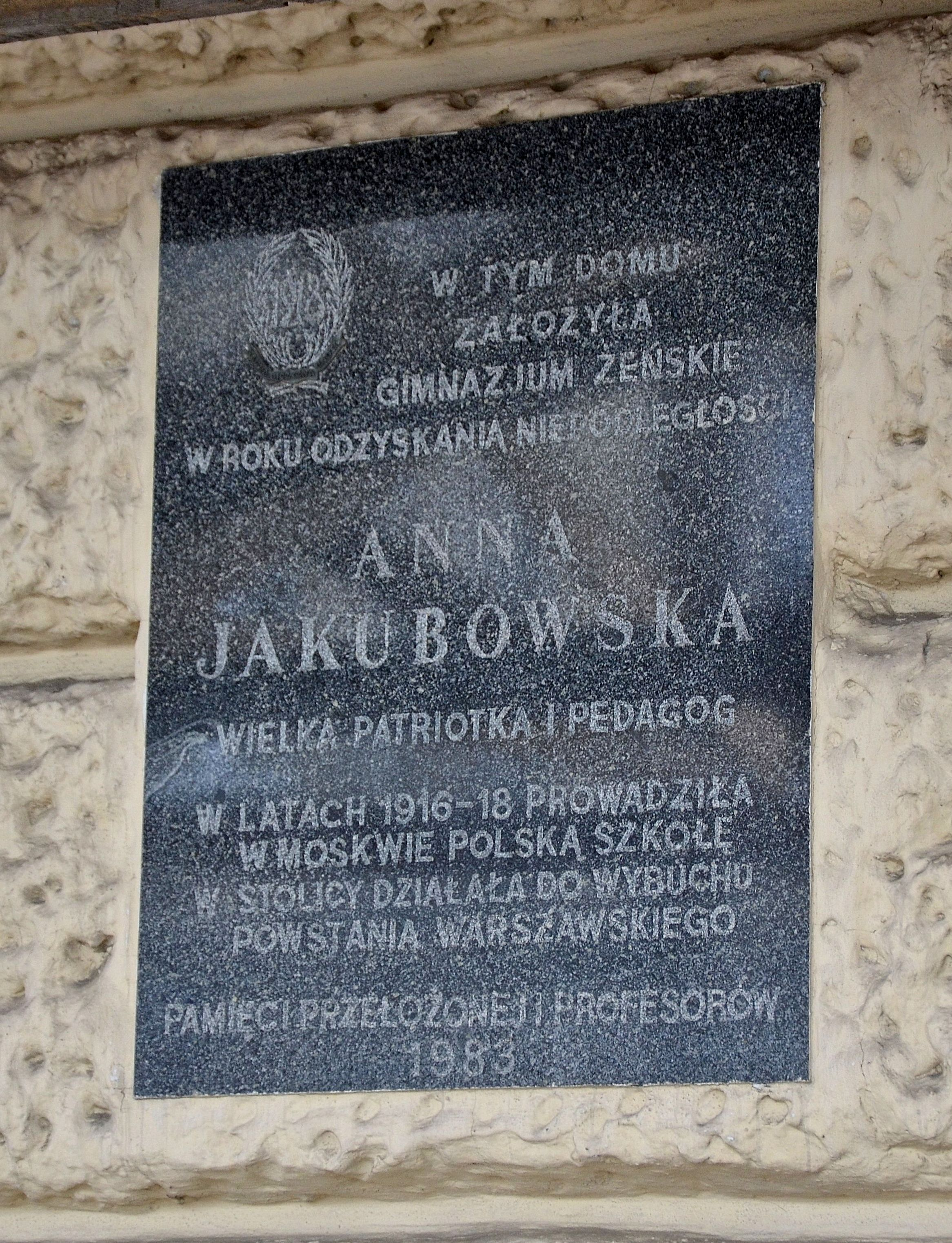
Tablica na ścianie budynku, w którym w latach 1918–1944 działało Gimnazjum i Liceum Anny Jakubowskiej

Od roku 1918 pracowała ponownie w Warszawie, gdzie założyła w tymże roku prywatną szkołę dla dziewcząt – gimnazjum żeńskie w Kamienicy Pod Gryfami przy Placu Trzech Krzyży 18.
Większość uczennic pochodziła z rodzin robotniczych i urzędniczych; dyrektorka szkoły pobierała od nich czesne obniżone do 50, 60 lub 75% (część była zwolniona z opłat); pełną kwotę wnosiło zaledwie 2–3% uczennic. Anna Jakubowska mieszkała przy szkole – była przez cały dzień do dyspozycji uczennic i rodziców. Mimo trudności finansowych starała się nieustannie poprawiać warunki nauczania. Osobiście zajmowała się sprawami organizacyjnymi, układała plany nauczania, organizowała korepetycje dla słabszych uczennic, obchody, imprezy.
W czasie okupacji hitlerowskiej gimnazjum Anny Jakubowskiej zostało przekształcone w szkołę i liceum zawodowe (zakres legalnego nauczania w szkołach Generalnego Gubernatorstwa określał program polityki narodowościowej, opracowany na podstawie wytycznych Adolfa Hitlera), jednak poza działalnością legalną nieustannie, do chwili wybuchu powstania warszawskiego, nauczano również na poziomie gimnazjalnym i licealnym na tajnych kompletach. Szkoła została przeniesiona z Placu Trzech Krzyży na Aleje Jerozolimskie, a następnie na ul. Chłodną (w czasie powstania została doszczętnie spalona).

### 1945–1948
Anna Jakubowska zamieszkała po wojnie w Podkowie Leśnej. W roku 1946 otrzymała stanowisko dyrektora pierwszej średniej szkoły w Brwinowie, założonej jesienią 1945 roku przez Józefa Chromika, byłego dyrektora warszawskiego Państwowego Gimnazjum Kupieckiego i organizatora tajnego nauczania w Brwinowie.
Szkoła działała do lutego 1948 roku. Została zamknięta po tragicznej śmierci Anny Jakubowskiej, zamordowanej w czasie rabunkowego napadu na jej mieszkanie w Podkowie Leśnej. Została pochowana na cmentarzu Powązkowskim w Warszawie (kwatera 317-2-15).

## Upamiętnienie
Na ścianie Kamienicy Pod Gryfami przy Placu Trzech Krzyży 18 umieszczono w roku 1983 tablicę pamiątkową z napisem:

1918. W TYM DOMU ZAŁOŻYŁA W ROKU ODZYSKANIA NIEPODLEGŁOŚCI GIMNAZJUM ŻEŃSKIE ANNA JAKUBOWSKA WIELKA PATRIOTKA I PEDAGOG W LATACH 1916–18 PROWADZIŁA W MOSKWIE POLSKĄ SZKOŁĘ W STOLICY DZIAŁAŁA DO WYBUCHU POWSTANIA WARSZAWSKIEGO PAMIĘCI PRZEŁOŻONEJ I PROFESORÓW 1983